# Рорат, Александр Иосифович
Александр Иосифович Рорат (9 августа 1910, Елец — 31 октября 1943, Криворожский район) — старший сержант Рабоче-крестьянской Красной армии, участник Великой Отечественной войны, Герой Советского Союза (1944).

## Биография
Александр Рорат родился 9 августа 1910 года в рабочей семье в городе Елец (ныне — Липецкая область). 
С четырёх лет проживал в Мичуринске, учился в семилетней в школе № 48, где вступил в комсомол.
После окончания школы работал строгальщиком на Мичуринском заводе автонасосов. 
В 1941 году Рорат был призван на службу в Рабоче-крестьянскую Красную армию. С октября 1941 года на фронте. Участвовал в обороне Москвы.
С апреля 1943 года на Воронежском фронте, затем на Степном и 2-м Украинском фронтах.
Участвовал в сражении на Курской дуге.
6 июля 1943 года в оборонительном бою в районе н. п. Крутой Лог огнём прямой наводки наводчик орудия 3-й батареи 1438-го артиллерийского полка старший сержант А. Рорат уничтожил четыре танка противника и был награждён медалью «За отвагу».
К октябрю 1943 года старший сержант Александр Рорат был наводчиком орудия 1438-го самоходного артиллерийского полка 2-го Украинского фронта. Отличился во время освобождения Днепропетровской области Украинской ССР. 31 октября 1943 года в бою у села Недайвода Криворожского района с многократно превосходящими силами противника Рорат вместе с командиром экипажа лейтенантом Павлом Сорокиным уничтожил 4 танка, 2 самоходных артиллерийских установки «Фердинанд» и 3 автомашины. В том бою Рорат, оставшись после гибели Сорокина один, протаранил своим подбитым горящим танком вражескую машину, погибнув при этом. Похоронен в братской могиле в Недайводе.
Указом Президиума Верховного Совета СССР от 17 мая 1944 года за «образцовое выполнение боевых заданий командования на фронте борьбы с немецкими захватчиками и проявленные при этом отвагу и геройство» старший сержант Александр Рорат посмертно был удостоен высокого звания Героя Советского Союза. 

## Награды
- Медаль «Золотая Звезда» Героя Советского Союза[1]
- орден Ленина[1]
- медаль «За отвагу» (7 сентября 1943)[1]

## Память
- бюст А. И. Рората установлен в сквере Мичуринска[1]
- приказом Министра обороны СССР навечно зачислен[2] в списки личного состава гвардейского танкового полка[1].
- мемориальная доска на доме № 144 по улице Дарвина в городе Мичуринске, в котором жил А. И. Рорат[1]
- улица в Недайводе[2].